# Siane
Le siane est une langue papoue parlée en Papouasie-Nouvelle-Guinée, dans les provinces des Hautes-Terres et de Simbu.

## Classification
Le siane fait partie des langues gorokanes, une des groupes des langues kainantu-gorokanes.

## Phonologie
Les  voyelles du dialecte komogu du siane sont :

### Voyelles
|         | Antérieure | Postérieure |
| ------- | ---------- | ----------- |
| Fermée  | i [i]      | u [u]       |
| Moyenne | e [e]      | o [o]       |
| Ouverte |            | ɑ [ɑ]       |

### Consonnes
Les consonnes du komogu sont :
|              |                  | Bilabiales | Alvéolaires | Dorsales | Dorsales |
| ------------ | ---------------- | ---------- | ----------- | -------- | -------- |
| Palatales    | Vélaires         | Bilabiales | Alvéolaires |          |          |
| Occlusives   | Sourde           | p [p]      | t [t]       |          | k [k]    |
| Occlusives   | Sonore prénasal. | b [m͡b]     | d [n͡d]      |          | g [ŋ͡g]   |
| Fricative    | Fricative        | f [f]      | s [s]       |          |          |
| Nasale       | Nasale           | m [m]      | n [n]       |          |          |
| Latérale     | Latérale         |            | ɾ [ɾ]       |          |          |
| Semi-voyelle | Semi-voyelle     | w [w]      |             | y [ j]   |          |

## Écriture

### Écriture romane
Le siane s'écrit avec l'alphabet latin.
| Caractère     | Caractère | Caractère | Caractère | Caractère | Caractère | Caractère | Caractère | Caractère | Caractère | Caractère | Caractère | Caractère | Caractère | Caractère | Caractère | Caractère | Caractère |
| ------------- | --------- | --------- | --------- | --------- | --------- | --------- | --------- | --------- | --------- | --------- | --------- | --------- | --------- | --------- | --------- | --------- | --------- |
| a             | b         | d         | e         | f         | g         | i         | k         | l         | m         | n         | o         | p         | s         | t         | u         | w         | y         |
| Prononciation |           |           |           |           |           |           |           |           |           |           |           |           |           |           |           |           |           |
| ɑ             | m͡b        | n͡d        | e         | f         | ŋ͡g        | i         | k         | ɾ         | m         | n         | o         | p         | s         | t         | u         | w         | j         |

## Sources
- (en) Anonyme, 2011, Siane Organized Phonological Data, manuscrit, Ukarumpa, SIL International.